# P&P Records
La P&P Records è stata un'etichetta discografica indipendente statunitense di disco music underground.

## Storia
La P&P venne fondata a New York nei primi anni settanta dal produttore Peter Brown che, assieme alla moglie Patricia, co-deteneva anche altre etichette come Land of Hits e Queen Constance Records (P&P è un acronimo del loro nome, sebbene significasse originariamente Poor People with Potentiality, lett. "gente modesta con un potenziale").
La P&P Records pubblicò inizialmente musica da ballo alternativa e d'avanguardia che, secondo The Guardian, rappresenta «un tassello mancante tra disco e post-punk». Oltre a produzioni di Brown e Patrick Adams come quelle di Cloud One e Four Below Zero, si possono citare quelle di Ahzz, Jesse Gould, Clyde Alexander & Sanction e Darrow & Stereo.
La P&P ha anche pubblicato i dischi di artisti hip hop come Spoonie Gee e Lovebug Starski e le novelty di Oral Caress, Bobby Mann e Golden Flamingo Orchestra.